# Teatro Municipal de Caracas
O Teatro Municipal de Caracas é uma casa de ópera em Caracas, na Venezuela. Foi inaugurada em 1881, o que a torna uma das mais antigas casas de ópera da América do Sul. Iniciada por um arquiteto francês e concluída pelo arquiteto venezuelano Jesús Muñoz Tébar.
Desde os anos 1970, o principal teatro da cidade era a Teresa Carreno. O Teatro Municipal é a casa da Orquestra Sinfônica Municipal de Caracas.